# Molen te Leefdaele
De molen te Leefdaele in de Vlaams-Brabantse gemeente Rillaar (Aarschot), is een gerestaureerde korenwatermolen van het middenslagtype op de Motte, een bijrivier de Demer. De molen is sinds 1980 erkend als beschermd monument.

## Geschiedenis
Volgens een vermelding dateert de molen oorspronkelijk van voor 1378. Hij was toen in het bezit van Jan III van Schoonhoven die de molen in leen had van zijn in 1377 overleden vader, Jan II van Schoonhoven. De molen hoorde oorspronkelijk toe aan het hof van Leefdaal, een heerlijkheid met gronden, bossen en cijnzen. Op de kaart van Pierre De Bersaques (ca. 1597) wordt in de buurt van de molen deze hoeve omgeven door een brede gracht, afgebeeld. 
In de eerste helft van de 15de eeuw schonk Henri van Schoonhoven de molen aan zijn vrouw die de molen voor 40 florijnen en een jaarrente van twee mudden rogge verkocht aan Gerard van Rommelede. In 1483 kwamen de molenrechten in handen van het kapittel van de Sint-Pieterskerk in Leuven, die de molen aan plaatselijke molenaars verhuurde. Het kapittel bleef eigenaar tot aan de Franse revolutie.
In 1597 verzocht de drossaard van Aarschot, in naam van de hertog van Aarschot, de inwoners van Rillaar om hun graan te laten malen op de Hertogenmolen te Aarschot. De inwoners repliceerden dat er sinds mensenheugenis twee molens in het dorp waren en dat alleen wanneer er gebrek aan water was – hetgeen regelmatig bleek te gebeuren – het graan op ‘s Hertogmolen gemalen werd.
Molenaar Peter Janssens, geboortig van Rillaar, installeerde op het einde van de 17de eeuw een ‘terffmolen oft  creupelmolen’.
Op 3 juli 1724 werd de risbalk, de houten balk in de bedding van de beek waarop het sluizenstelsel was gebouwd, vervangen. Om er zeker van te zijn dat het plaatsen van de nieuwe balk geen nadeel zou betekenen voor het waterdebiet, gebeurde dit in aanwezigheid van vier getuigen, waaronder de pastoor van Rillaar.
In 1759 werd de gevel van het molenhuis in steen herbouwd en aangepast. Een ijzerzandsteen met het jaartal 1759 werd tussen twee vensters aangebracht.
Onder het bewind van Napoleon kwam de molen in handen van de adellijke familie de Trannoy. In 1851 werden onderhoudswerken uitgevoerd waaronder de plaatsing van twee nieuwe pegels. In 1893 werd de Trannoy opgevolgd door de Franse adellijke familie Vittu de Karraoul uit Brest. Tot 1921 verhuurde deze Franse familie de molen aan plaatselijke molenaars die er het graan van de boeren uit de streek maalden. Ze verkocht in 1922 de molen openbaar. Franciscus Emilius De Ryck, sinds 1909 maalder op de molen, werd de nieuwe eigenaar.
Tijdens de Eerste Wereldoorlog waren er Belgische soldaten ondergebracht. Bij de Duitse aanval werd de schuur door een inslaande granaat vernield, maar de molen bleef gespaard. In 1923 zou Emile De Ryck het vernielde gebouw afbreken en deels met gerecupereerd materiaal een nieuwe schuur, stallingen en een bakhuis bouwen. Het jaartal 1923 werd vermeld op een ingemetselde ijzerzandsteen. De Ryck zou ook het staande en lopende binnenwerk vervangen door het huidige smeedijzeren aandrijfwerk, afkomstig van een afgebroken molen uit Orp-le-Grand.
Het echtpaar Willy Schroeven (1928-2015) en Dora Van Doorne kocht de molen in 1963 om in 1967 in het molenhuis te gaan wonen. Beiden ijverden al vanaf 1964 voor de bescherming van deze watermolen en het duurde tot 1980 alvorens deze bescherming verkregen werd. In 1992 werd de molen hersteld en het molenhuis gerenoveerd. Bij speciale gelegenheden werd de molen opengesteld en in werking gezet.

## Molentype en gebouwen
De molen is een korenwatermolen met metalen middenslagrad met een diameter van 6 meter en van het type Sagebien. De molen is maalvaardig.
Het molenhuis uit het midden van de 18de eeuw is een bakstenen gebouw, met een sokkel en hoekstenen van plaatselijke ijzerzandsteen. De ramen en de deuren zijn omlijst met witte zandsteen. De steekboogomlijsting van de toegangsdeuren illustreert de overgang naar een landelijke Lodewijk XV-stijl. Het zadeldak is afgedekt met leien. De zijpuntgevels zijn afgewerkt met vlechtingen en schouderstukken. Aansluitend ligt een L-vormig bakstenen schuur, met een poort langs de straatkant.

## Bescherming en cultureel erfgoed
De molen is sinds 11-12-1980 aangeduid als beschermd monument. Het betreft het molenhuis (enkel het gebouw), met inbegrip van het lopend werk, het sluiswerk, de verharde beddingen en oevers. Eveneens sinds 11-12-1980 werd de watermolen en de onmiddellijke omgeving aangeduid als beschermd stads- of dorpsgezicht om de werking van de molen te garanderen.

## Afbeeldingen

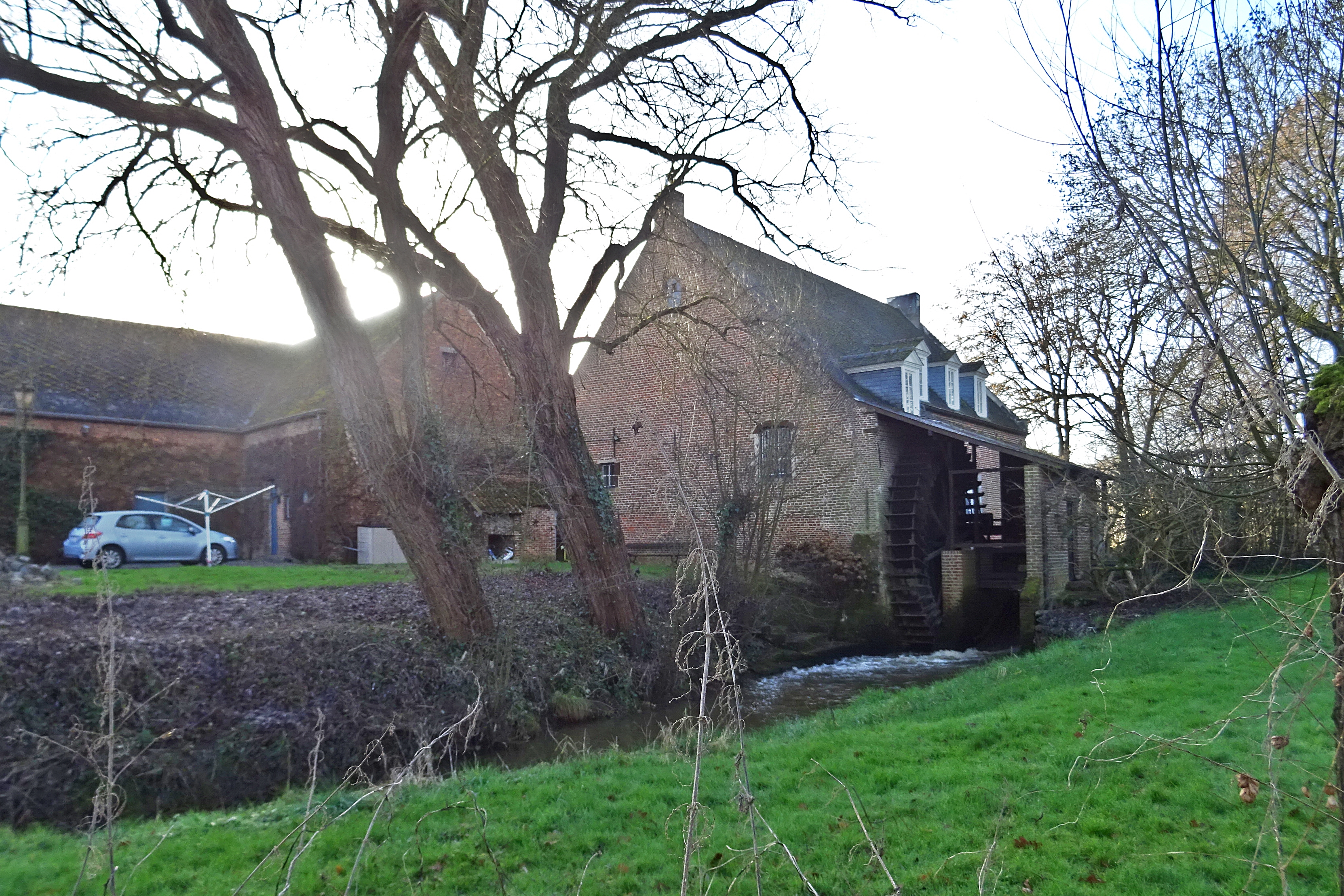
Omgeving van de molen op de Mottebeek.
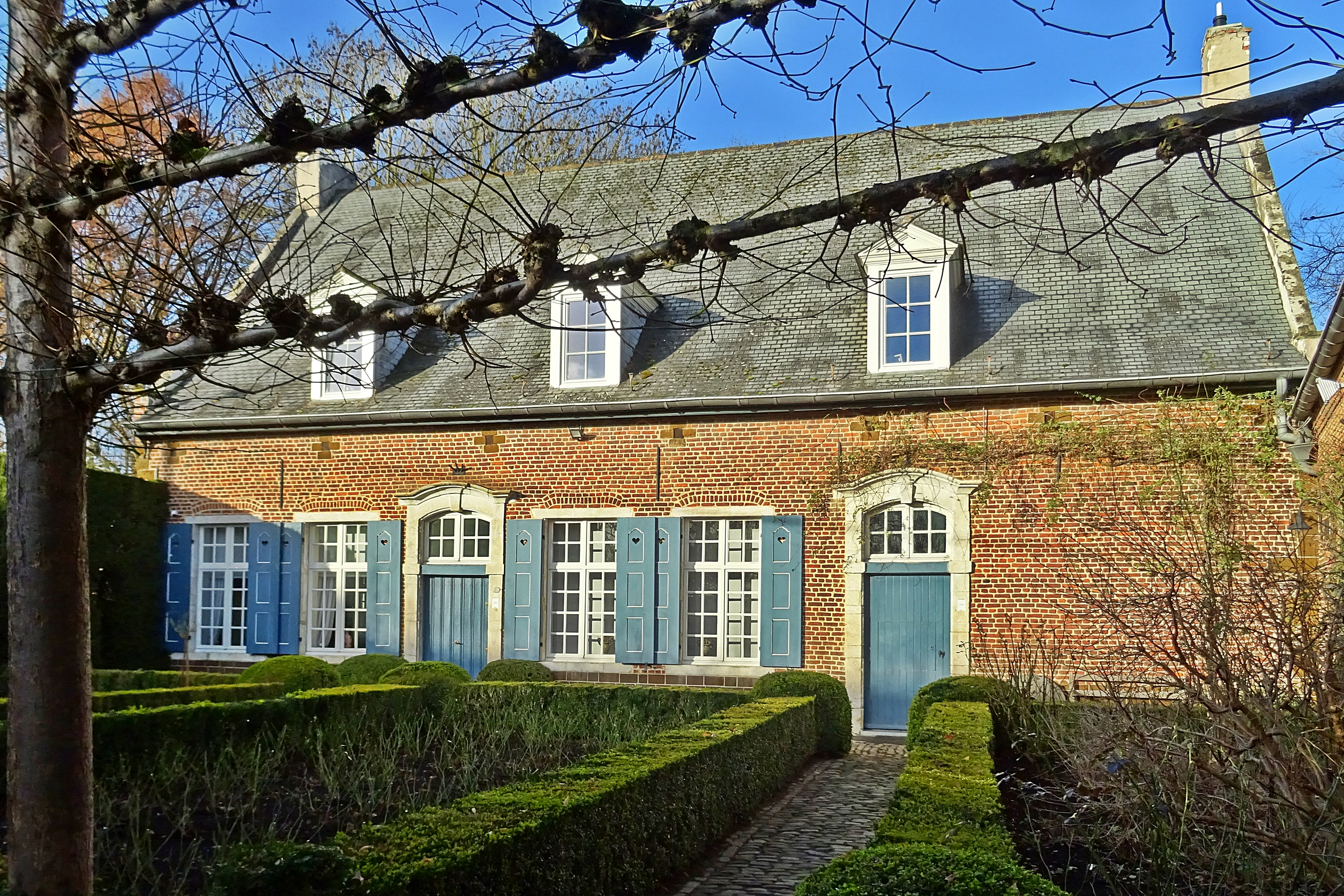
Molenhuis uit 1759.
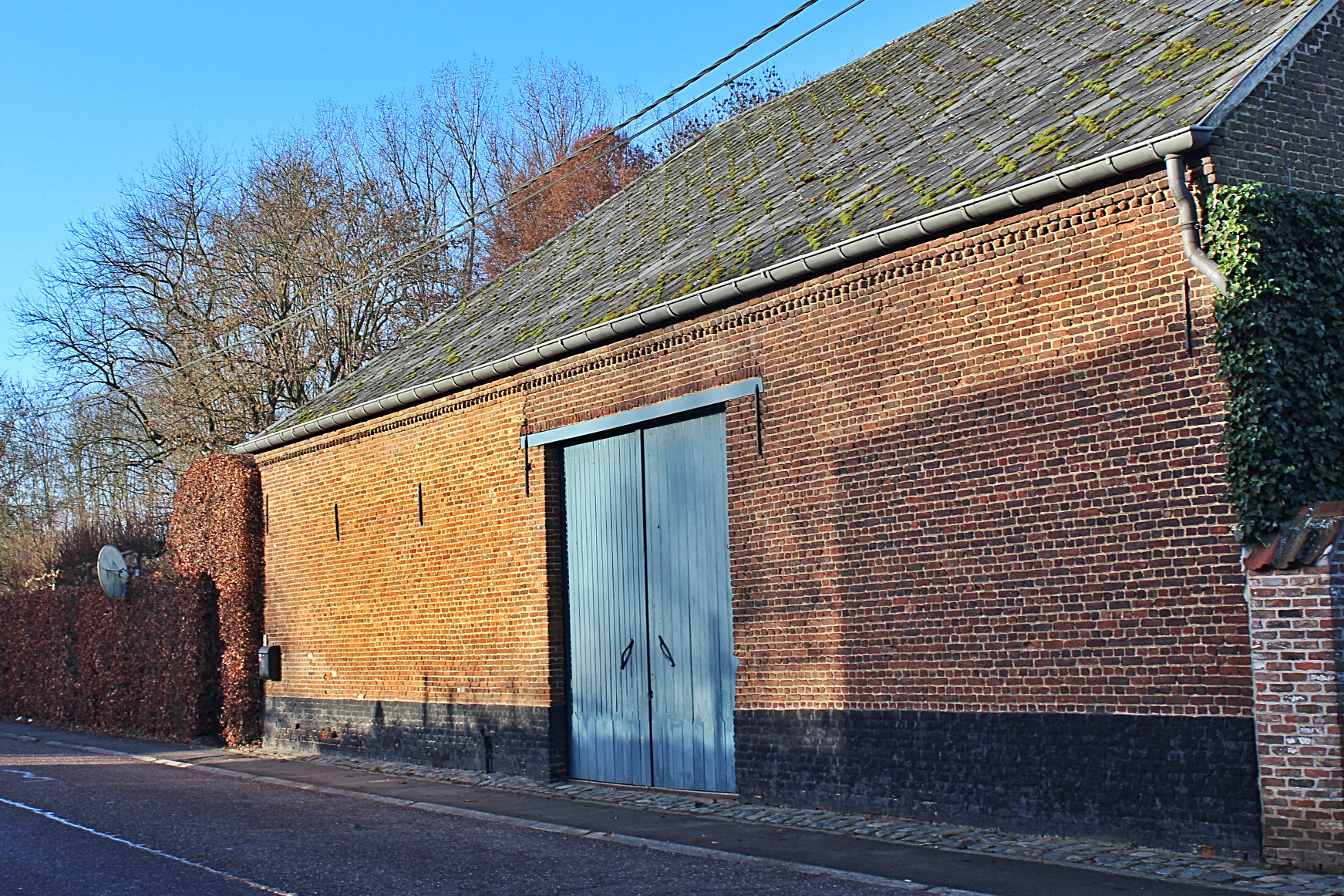
Schuur aan de straatkant.